# Osnr
OSNR (ang. Optical Signal to Noise Ratio) – optyczny stosunek sygnał/szum. Podstawowa metryka jakości sygnału optycznego w dalekosiężnych łączach DWDM. OSNR jest zdefiniowany jako stosunek mocy optycznej sygnału użytecznego do mocy szumu optycznego (moc szumu optycznego zwykle mierzona w paśmie 0.1 nm).
Waga OSNR jako metryki jakości sygnału wynika z faktu, że typowo poprawnie zaprojektowane długie łącze DWDM jest limitowane przez szum optyczny ASE. Szum optyczny ASE jest produkowany przez wszystkie wzmacniacze optyczne, które nie tylko wzmacniają sygnał użyteczny, ale też (jak i wszystkie inne typy wzmacniaczy) degradują go. Ponieważ w typowym łączu optycznym wzmacniacze optyczne (z reguły typu EDFA) są rozmieszczone co ok. 70-100 km, w długim łączu wzmacniaczy może być kilka lub kilkanaście. W takich warunkach szum optyczny dodawany przez każdy ze wzmacniaczy akumuluje się i obniża jakość transmisji (podwyższając stopę błędu BER w przypadku sygnału cyfrowego). W takich warunkach bezbłędna transmisja jest możliwa tylko wówczas, jeśli budżet OSNR nie został przekroczony. Znając OSNR można następnie przy pomocy odpowiednich modeli szacować poziom BER. Odporność sygnału na szum optyczny ASE zależy od rodzaju modulacji, protokołu, prędkości transmisji i od obecności innych efektów degradujących transmisję. Jak wspomniano, w poprawnie zaprojektowanym łączu szum ASE jest zwykle dominującym mechanizmem zakłócającym i w takim wypadku inne efekty (np. dyspersja chromatyczna, dyspersja polaryzacyjna, szum termiczny, FWM, SPM, XPM, SRS, nadmierne filtrowanie, odbicia, rozpraszanie Rayleigha, itp.) są uwzględniane w projekcie łącza jako domiary (ang. penalty), czyli efektywne pogorszenie jakości spowodowane przez efekt dominujący.
W przypadku przekroczenia dostępnego budżetu OSNR, rozwiązaniem może być obniżenie prędkości transmisji, przeprojektowanie łącza, zmiana typu modulacji optycznej lub zmiana protokołu. W sieciach DWDM najczęściej obecnie stosowanym protokołem transmisji jest OTN, którego popularność wynika z zaimplementowanego w nim wsparcia dla bardzo silnych nadmiarowych kodów korekcyjnych FEC. W przypadku transmisji 10G, kodowanie korekcyjne GFEC (ustandaryzowane w rekomendacji G.709) zapewnia poprawę budżetu OSNR o ok. 6 dB, poprawione kodowanie EFEC o ok. 8-9 dB w porównaniu do transmisji niekodowanej. W większości przypadków, korzystanie z zalet kodowania korekcyjnego FEC i OTN wymaga stosowania transponderów DWDM OTN. Alternatywnym niskokosztowym podejściem jest budowanie sieci IPoDWDM, czyli OTN bez transponderów i dedykowanej warstwy transportowej. Rozwiązania IPoDWDM (w tym wykorzystujące quasi-transpondery) przedstawiły m.in. firmy Cisco, Juniper i Menara Networks.
Pomiar OSNR najczęściej wymaga stosowania optycznego analizatora widma, który bezpośrednio całkuje moc sygnału użytecznego w odpowiednim paśmie i mierzy moc szumu ASE w przedziale 0.1 nm, wadą tej metody jest jednak założenie o białej charakterystyce spektralnej ASE w obrębie kanału i wymóg albo wyłączenia sygnału użytecznego w celu zmierzenia mocy ASE albo odpowiednio szerokiego kanału w porównaniu do szerokości spektrum sygnału użytecznego (co w przypadku siatki 50 GHz i transmisji 40G lub 100G jest trudne do spełnienia). Inne znane metody pomiaru OSNR wykorzystują różne własności polaryzacyjne sygnału użytecznego i szumu, zmianę spektrum optycznego modulacji w obecności szumu ASE czy też zmianę spektrum szumu w dziedzinie RF.
Oprócz OSNR, innymi stosowanymi metrykami jakości sygnału optycznego w sieciach DWDM są również Q-factor, prześwit oka i moc dostarczona (budżet mocy).